# Hugo Donellus
Hugo Donellus, nome latinizzato di Hugues Doneau, italianizzato come Ugo Donello (Chalon-sur-Saône, 23 dicembre 1527 – Altdorf, 4 maggio 1591), è stato un giurista francese, appartenente alla cosiddetta Scuola culta.

## Biografia
Studiò dapprima all'Università di Tolosa, quindi all'Università di Bourges, dove divenne allievo di François Douaren (Franciscus Duarenus). Ottenuto il titolo di dottore in legge nel 1551, si dedicò da quello stesso anno all'insegnamento; fra i suoi studenti ci fu anche Valentin Forster.
Ugonotto, fu costretto a fuggire, in seguito alla Notte di San Bartolomeo, a Ginevra.

## Rilevanza
Donellus fu uno dei giuristi francesi che seguirono l'esempio di Andrea Alciato e applicarono i metodi dell'Umanesimo al diritto. Tuttavia, mentre molti dei successori di quest'ultimo si orientarono al metodo francese, che si concentrava su valutazione critica del testo del Corpus iuris civilis, Donellus si dedicò alla costruzione di un sistema coerente di leggi. La sua opera più famosa, i Commentarii de Iure civili (Commentari al diritto civile), costituisce uno dei primi tentativi di organizzare il tema del diritto romano in un ordine logico, piuttosto che seguendo la successione dei libri e dei titoli del Digesto. Donellus produsse anche importanti contributi riguardo a diverse tematiche giuridiche di rilievo, come la dottrina del possesso e la traditio brevi manu.

## Opere

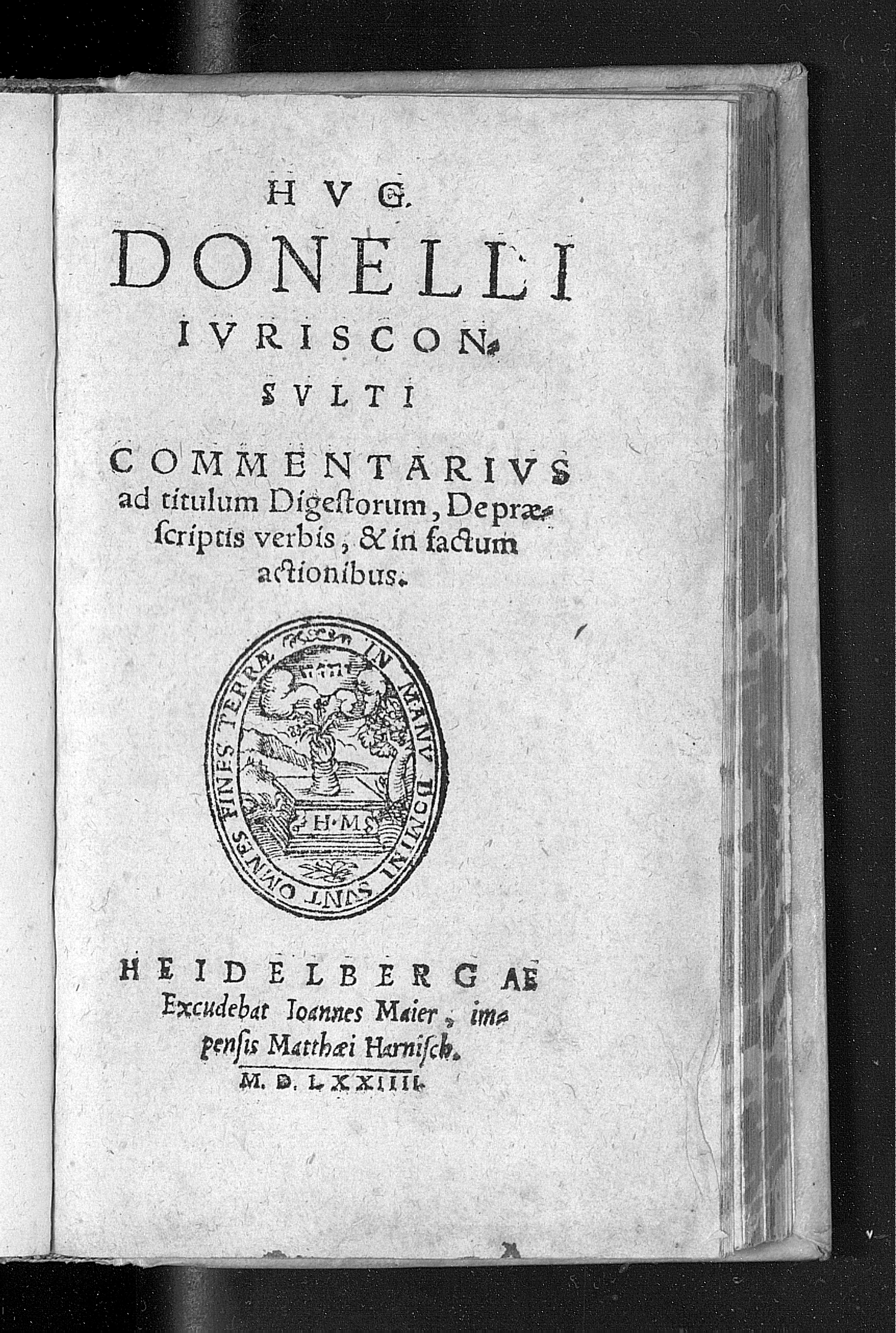
Commentarius ad titulum Digestorum De praescriptis verbis et in factum actionibus, 1574

- Commentaria in tit. Pandectarum de usuris, nautico fonere, de fructibus, causa et accessionibus et de mora, Parigi 1556
  - (LA) Commentaria in titulos Padectarum de usuris, nautico fonere, de fructibus, causa et accessionibus et de mora, Parigi, apud Gulielmum Rouillium, 1558.
- Ad legem Justiniani de sententiis quae pro eo quod interset proferuntur, sive de eo quod interest, liber Parigi 1561, Neustadt 1580, Altdorf 1589, pubblicato anche con il titolo a Donello recognitus (Ap. Carterium 1596, Leida 1630
  - (LA) Ad legem Iustiniani de sententiis, quae pro eo, quod interest, proferuntur, 1630.
- Commentaria Ad tit. Dig. De rebus dubiis, Bouges 1571, Anversa 1584
- Commentaria Ad tit. Cod. De pactis et transactt., Bouges 1572, Parigi 1573, Colonia 1574
- Zachariae Furnestri Defensio pro justo et innocente tot millium animarum sanguine in Gallia effuso adversus Molucii calumnias, 1573, 1579
- (LA) Commentarius ad titulum Digestorum De praescriptis verbis et in factum actionibus, Heidelberg, Heinrich Mayer, Matthaeus Harnisch, 1574.
- Commentaria ad tit. Inst. De actionibus, Anversa 1581, 1596, 1620
- Tractatus de pignoribus et hypothecis, Francoforte
- Tractatus de aedilitio edicto, evictionibus, et duplae stipulatione, de probationibus, fide instrumentorum et testibus, Francoforte
- Commentaria Ad tit. Dig de rebus creditis seu munto, de jurejurando, de in litem jurando, condictione ex lege, triticiaria, et de eo quod certo loco, Anversa 1582, Francoforte 1626
- Commentaria Ad Codicis Justinianei partes quasdam, 1587
  - (LA) Commentarii in codicem Iustiniani, vol. 1, Lucca, 1765.
  - (LA) Commentarii in codicem Iustiniani, vol. 3, 1766.
- Commentaria Ad tit. Digestorum de diversis regulis juris, Anversa
- Commentaria Ad tit. Dig. De Verborum obligationibus, Francoforte 1599
- Commentarium de jure civili viginti octo, in quibus jus civile universum singulari artificatio atque doctrina explicatum continetur, Francoforte 1595, 1596
- Hugonis Donelli opera postuma et aliorum quaedam, ex bibliotheca Sciponis Gentilis, Hannover 1604
- Opera cur. e Barth. Franc. Pellegrini, pubblicate insieme a Lucerna 1762-1770 in dodici volumi.
  - (LA) [Opere], vol. 12, 1770.
- Commentarii de iuri civili
  - (LA) Commentarii de iuri civili, vol. 2, 1763.
  - (LA) Commentarii de iuri civili, vol. 3, Lucca, 1763.
  - (LA) Commentarii de iuri civili, vol. 4, 1764.
  - (LA) Commentarii de iuri civili, vol. 6, 1764.
- Commentarii in selectos quosdam titulos Digestorum
  - (LA) Commentarii in selectos quosdam titulos Digestorum, vol. 1, 1766.
  - (LA) Commentarii in selectos quosdam titulos Digestorum, vol. 2, 1767.